# Lista amerykańskich senatorów ze stanu Arkansas
Arkansas dołączył do Unii 15 czerwca 1836 roku. Posiada prawo do mandatów senatorskich 2. i 3. klasy. Do 8 kwietnia 1913 roku (ratyfikowania 17. poprawki do Konstytucji) senatorowie byli wybierani przez stanowy parlament. Od tego czasu wybierani są w wyborach powszechnych.

## 2. klasa
| Lp.   | Imię i nazwisko      | Imię i nazwisko | Od                | Do                | Partia               | Kadencja                                                                                                   | Uwagi                                                                                                |
| ----- | -------------------- | --------------- | ----------------- | ----------------- | -------------------- | --- | --- |
| 1     | William S. Fulton    |                 | 18 września 1836  | 15 sierpnia 1844  | Partia Demokratyczna | 1 | Wybrany w 1836                                                                                       |
| 1     | William S. Fulton    | 2               | 18 września 1836  | 15 sierpnia 1844  | Partia Demokratyczna | Reelekcja w 1840 Zmarł w trakcie pełnienia urzędu w 1844                                                   | |
| Wakat | Wakat                | Wakat           | 15 sierpnia 1844  | 8 listopada 1844  |                      | 2 | |
| 2     | Chester Ashley       |                 | 8 listopada 1844  | 29 kwietnia 1848  | Partia Demokratyczna | 2 | Wybrany do dokończenia kadencji w 1844                                                               |
| 2     | Chester Ashley       | 3               | 8 listopada 1844  | 29 kwietnia 1848  | Partia Demokratyczna | Reelekcja w 1846 Zmarł w trakcie pełnienia urzędu w 1848                                                   | |
| Wakat | Wakat                | Wakat           | 29 kwietnia 1848  | 12 maja 1848      |                      | 3 | |
| 3     | William K. Sebastian |                 | 12 maja 1848      | 11 lipca 1861     | Partia Demokratyczna | 3 | Mianowany do kontynuowania kadencji Wybrany do dokończenia kadencji w 1848                           |
| 3     | William K. Sebastian | 4               | 12 maja 1848      | 11 lipca 1861     | Partia Demokratyczna | Reelekcja w 1852                                                                                           | |
| 3     | William K. Sebastian | 5               | 12 maja 1848      | 11 lipca 1861     | Partia Demokratyczna | Reelekcja w 1858 Usunięty z Senatu w 1861 (za popieranie Konfederacji; zrehabilitowany pośmiertnie w 1877) | |
| Wakat | Wakat                | Wakat           | 11 lipca 1861     | 22 czerwca 1868   |                      | 5 | Wojna secesyjna i rekonstrukcja                                                                      |
| Wakat | Wakat                | Wakat           | 11 lipca 1861     | 22 czerwca 1868   | 6                    | | Wojna secesyjna i rekonstrukcja                                                                      |
| 4     | Alexander McDonald   |                 | 22 czerwca 1868   | 4 marca 1871      | Partia Republikańska | 6 | Wybrany do dokończenia kadencji w 1868 Przegrał wybory                                               |
| 5     | Powell Clayton       |                 | 4 marca 1871      | 3 marca 1877      | Partia Republikańska | 7 | Wybrany w 1871 Przegrał wybory w 1876                                                                |
| 6     | Augustus Garland     |                 | 3 marca 1877      | 6 marca 1885      | Partia Demokratyczna | 8 | Wybrany w 1876                                                                                       |
| 6     | Augustus Garland     | 9               | 3 marca 1877      | 6 marca 1885      | Partia Demokratyczna | Reelekcja w 1883 Zrezygnował w trakcie trwania kadencji, by zostać prokuratorem generalnym                 | |
| Wakat | Wakat                | Wakat           | 6 marca 1885      | 20 marca 1885     |                      | 9 | |
| 7     | James H. Berry       |                 | 20 marca 1885     | 4 marca 1907      | Partia Demokratyczna | 9 | Wybrany do dokończenia kadencji w 1885                                                               |
| 7     | James H. Berry       | 10              | 20 marca 1885     | 4 marca 1907      | Partia Demokratyczna | Reelekcja w 1889                                                                                           | |
| 7     | James H. Berry       | 11              | 20 marca 1885     | 4 marca 1907      | Partia Demokratyczna | Reelekcja w 1895                                                                                           | |
| 7     | James H. Berry       | 12              | 20 marca 1885     | 4 marca 1907      | Partia Demokratyczna | Reelekcja w 1901 Przegrał wybory w 1906                                                                    | |
| 8     | Jeff Davis           |                 | 4 marca 1907      | 3 stycznia 1913   | Partia Demokratyczna | 13 | Wybrany w 1906 Zmarł w trakcie pełnienia urzędu w 1913, będąc już wcześniej wybrany na kolejną       |
| Wakat | Wakat                | Wakat           | 3 stycznia 1913   | 6 stycznia 1913   |                      | 13 | |
| 9     | John N. Heiskell     |                 | 6 stycznia 1913   | 29 stycznia 1913  | Partia Demokratyczna | 13 | Mianowany do kontynuowania kadencji w 1913 Zrezygnował po wyborze następcy                           |
| 10    | William M. Kavanaugh |                 | 29 stycznia 1913  | 4 marca 1913      | Partia Demokratyczna | 13 | Wybrany do dokończenia kadencji w 1913 Nie starał się o reelekcję                                    |
| 11    | Joseph T. Robinson   |                 | 4 marca 1913      | 14 lipca 1937     | Partia Demokratyczna | 14 | Wybrany w 1913                                                                                       |
| 11    | Joseph T. Robinson   | 15              | 4 marca 1913      | 14 lipca 1937     | Partia Demokratyczna | Reelekcja w 1918                                                                                           | |
| 11    | Joseph T. Robinson   | 16              | 4 marca 1913      | 14 lipca 1937     | Partia Demokratyczna | Reelekcja w 1924                                                                                           | |
| 11    | Joseph T. Robinson   | 17              | 4 marca 1913      | 14 lipca 1937     | Partia Demokratyczna | Reelekcja w 1930                                                                                           | |
| 11    | Joseph T. Robinson   | 18              | 4 marca 1913      | 14 lipca 1937     | Partia Demokratyczna | Reelekcja w 1936 Zmarł w trakcie pełnienia urzędu w 1937                                                   | |
| Wakat | Wakat                | Wakat           | 14 lipca 1937     | 15 listopada 1937 |                      | 18 | |
| 12    | John E. Miller       |                 | 15 listopada 1937 | 31 marca 1941     | Partia Demokratyczna | 18 | Wybrany do dokończenia kadencji w wyborach specjalnych w 1937 Zrezygnował w trakcie trwania kadencji |
| Wakat | Wakat                | Wakat           | 31 marca 1941     | 1 kwietnia 1941   |                      | 18 | |
| 13    | George L. Spencer    |                 | 1 kwietnia 1941   | 3 stycznia 1943   | Partia Demokratyczna | 18 | Mianowany do dokończenia kadencji w 1941 Nie ubiegał się o pełną, 6-letnią kadencję w 1942           |
| 14    | John L. McClellan    |                 | 3 stycznia 1943   | 28 listopada 1977 | Partia Demokratyczna | 19 | Wybrany w 1942                                                                                       |
| 14    | John L. McClellan    | 20              | 3 stycznia 1943   | 28 listopada 1977 | Partia Demokratyczna | Reelekcja w 1948                                                                                           | |
| 14    | John L. McClellan    | 21              | 3 stycznia 1943   | 28 listopada 1977 | Partia Demokratyczna | Reelekcja w 1954                                                                                           | |
| 14    | John L. McClellan    | 22              | 3 stycznia 1943   | 28 listopada 1977 | Partia Demokratyczna | Reelekcja w 1960                                                                                           | |
| 14    | John L. McClellan    | 23              | 3 stycznia 1943   | 28 listopada 1977 | Partia Demokratyczna | Reelekcja w 1966                                                                                           | |
| 14    | John L. McClellan    | 24              | 3 stycznia 1943   | 28 listopada 1977 | Partia Demokratyczna | Reelekcja w 1972 Zmarł w trakcie pełnienia urzędu w 1977                                                   | |
| Wakat | Wakat                | Wakat           | 28 listopada 1977 | 10 grudnia 1977   |                      | 24 | |
| 15    | Kaneaster Hodges Jr. |                 | 10 grudnia 1977   | 3 stycznia 1979   | Partia Demokratyczna | 24 | Mianowany do dokończenia kadencji w 1977 Nie ubiegał się o pełną, 6-letnią kadencję w 1978           |
| 16    | David Pryor          |                 | 3 stycznia 1979   | 3 stycznia 1997   | Partia Demokratyczna | 25 | Wybrany w 1978                                                                                       |
| 16    | David Pryor          | 26              | 3 stycznia 1979   | 3 stycznia 1997   | Partia Demokratyczna | Reelekcja w 1984                                                                                           | |
| 16    | David Pryor          | 27              | 3 stycznia 1979   | 3 stycznia 1997   | Partia Demokratyczna | Reelekcja w 1990 Nie starał się o reelekcję w 1996                                                         | |
| 17    | Tim Hutchinson       |                 | 3 stycznia 1997   | 3 stycznia 2003   | Partia Republikańska | 28 | Wybrany w 1996 Przegrał wybory w 2002                                                                |
| 18    | Mark Pryor           |                 | 3 stycznia 2003   | 3 stycznia 2015   | Partia Demokratyczna | 29 | Wybrany w 2002                                                                                       |
| 18    | Mark Pryor           | 30              | 3 stycznia 2003   | 3 stycznia 2015   | Partia Demokratyczna | Reelekcja w 2008 Przegrał wybory w 2014                                                                    | |
| 19    | Tom Cotton           |                 | 3 stycznia 2015   | nadal             | Partia Republikańska | 31 | Wybrany w 2014                                                                                       |
| 19    | Tom Cotton           | 32              | 3 stycznia 2015   | nadal             | Partia Republikańska | Reelekcja w 2020                                                                                           | |

## 3. klasa
| Lp.   | Imię i nazwisko      | Imię i nazwisko | Od                  | Do                  | Partia               | Kadencja                                                                                 | Uwagi                                                                                   |
| ----- | -------------------- | --------------- | ------------------- | ------------------- | -------------------- | ---------------------------------------------------------------------------------------- | --------------------------------------------------------------------------------------- |
| 1     | Ambrose H. Sevier    |                 | 18 września 1836    | 15 marca 1848       | Partia Demokratyczna | 1                                                                                        | Wybrany w 1836                                                                          |
| 1     | Ambrose H. Sevier    | 2               | 18 września 1836    | 15 marca 1848       | Partia Demokratyczna | Reelekcja w 1837                                                                         |                                                                                         |
| 1     | Ambrose H. Sevier    | 3               | 18 września 1836    | 15 marca 1848       | Partia Demokratyczna | Reelekcja w 1843 Zrezygnował w trakcie trwania kadencji w 1848                           |                                                                                         |
| Wakat | Wakat                | Wakat           | 15 marca 1848       | 30 marca 1848       |                      | 3                                                                                        |                                                                                         |
| 2     | Solon Borland        |                 | 30 marca 1848       | 11 kwietnia 1853    | Partia Demokratyczna | 3                                                                                        | Mianowany do dokończenia kadencji w 1848                                                |
| 2     | Solon Borland        | 4               | 30 marca 1848       | 11 kwietnia 1853    | Partia Demokratyczna | Wybrany na pełną, 6-letnią kadencję w 1848 Zrezygnował w trakcie trwania kadencji w 1853 |                                                                                         |
| Wakat | Wakat                | Wakat           | 11 kwietnia 1853    | 6 lipca 1853        |                      | 4                                                                                        |                                                                                         |
| 3     | Robert W. Johnson    |                 | 6 lipca 1853        | 4 marca 1861        | Partia Demokratyczna | 4                                                                                        | Mianowany do dokończenia kadencji w 1853                                                |
| 3     | Robert W. Johnson    | 5               | 6 lipca 1853        | 4 marca 1861        | Partia Demokratyczna | Wybrany na pełną, 6-letnią kadencję w 1855 Nie starał się o reelekcję w 1861             |                                                                                         |
| 4     | Charles B. Mitchel   |                 | 4 marca 1861        | 11 lipca 1861       | Partia Demokratyczna | 6                                                                                        | Wybrany w 1861 Usunięty z Senatu w 1861 (za popieranie Konfederacji)                    |
| Wakat | Wakat                | Wakat           | 11 lipca 1861       | 23 czerwca 1868     |                      | 6                                                                                        | Wojna secesyjna i rekonstrukcja                                                         |
| Wakat | Wakat                | Wakat           | 11 lipca 1861       | 23 czerwca 1868     | 7                    |                                                                                          | Wojna secesyjna i rekonstrukcja                                                         |
| 5     | Benjamin F. Rice     |                 | 23 czerwca 1868     | 4 marca 1873        | Partia Republikańska | 7                                                                                        | Wybrany do dokończenia kadencji w 1868                                                  |
| 6     | Stephen W. Dorsey    |                 | 4 marca 1873        | 4 marca 1879        | Partia Republikańska | 8                                                                                        | Wybrany w 1873 Nie starał się o reelekcję w 1879                                        |
| 7     | James D. Walker      |                 | 4 marca 1879        | 4 marca 1885        | Partia Demokratyczna | 9                                                                                        | Wybrany w 1879 Nie starał się o reelekcję w 1885                                        |
| 8     | James K. Jones       |                 | 4 marca 1885        | 4 marca 1903        | Partia Demokratyczna | 10                                                                                       | Wybrany w 1885                                                                          |
| 8     | James K. Jones       | 11              | 4 marca 1885        | 4 marca 1903        | Partia Demokratyczna | Reelekcja w 1891                                                                         |                                                                                         |
| 8     | James K. Jones       | 12              | 4 marca 1885        | 4 marca 1903        | Partia Demokratyczna | Reelekcja w 1897 Przegrał wybory w 1903                                                  |                                                                                         |
| 9     | James P. Clarke      |                 | 4 marca 1903        | 1 października 1916 | Partia Demokratyczna | 13                                                                                       | Wybrany w 1903                                                                          |
| 9     | James P. Clarke      | 14              | 4 marca 1903        | 1 października 1916 | Partia Demokratyczna | Reelekcja w 1909                                                                         |                                                                                         |
| 9     | James P. Clarke      | 15              | 4 marca 1903        | 1 października 1916 | Partia Demokratyczna | Reelekcja w 1914 Zmarł w trakcie pełnienia urzędu w 1916                                 |                                                                                         |
| Wakat | Wakat                | Wakat           | 1 października 1916 | 8 listopada 1916    |                      | 15                                                                                       |                                                                                         |
| 10    | William F. Kirby     |                 | 8 listopada 1916    | 4 marca 1921        | Partia Demokratyczna | 15                                                                                       | Wybrany w wyborach specjalnych do dokończenia kadencji w 1916 Przegrał prawybory w 1920 |
| 11    | Thaddeus H. Caraway  |                 | 4 marca 1921        | 6 listopada 1931    | Partia Demokratyczna | 16                                                                                       | Wybrany w 1920                                                                          |
| 11    | Thaddeus H. Caraway  | 17              | 4 marca 1921        | 6 listopada 1931    | Partia Demokratyczna | Reelekcja w 1926 Zmarł w trakcie pełnienia urzędu w 1931                                 |                                                                                         |
| Wakat | Wakat                | Wakat           | 6 listopada 1931    | 13 listopada 1931   |                      | 17                                                                                       |                                                                                         |
| 12    | Hattie Caraway       |                 | 13 listopada 1931   | 3 stycznia 1945     | Partia Demokratyczna | 17                                                                                       | Mianowana do dokończenia kadencji męża w 1931                                           |
| 12    | Hattie Caraway       | 18              | 13 listopada 1931   | 3 stycznia 1945     | Partia Demokratyczna | Wybrana na pełną, 6-letnią kadencję w 1932                                               |                                                                                         |
| 12    | Hattie Caraway       | 19              | 13 listopada 1931   | 3 stycznia 1945     | Partia Demokratyczna | Reelekcja w 1938 Przegrała prawybory w 1944                                              |                                                                                         |
| 13    | J. William Fulbright |                 | 3 stycznia 1945     | 31 grudnia 1974     | Partia Demokratyczna | 20                                                                                       | Wybrany w 1944                                                                          |
| 13    | J. William Fulbright | 21              | 3 stycznia 1945     | 31 grudnia 1974     | Partia Demokratyczna | Reelekcja w 1950                                                                         |                                                                                         |
| 13    | J. William Fulbright | 22              | 3 stycznia 1945     | 31 grudnia 1974     | Partia Demokratyczna | Reelekcja w 1956                                                                         |                                                                                         |
| 13    | J. William Fulbright | 23              | 3 stycznia 1945     | 31 grudnia 1974     | Partia Demokratyczna | Reelekcja w 1962                                                                         |                                                                                         |
| 13    | J. William Fulbright | 24              | 3 stycznia 1945     | 31 grudnia 1974     | Partia Demokratyczna | Reelekcja w 1968 Przegrał prawybory w 1974, zrezygnował przed końcem kadencji            |                                                                                         |
| Wakat | Wakat                | Wakat           | 31 grudnia 1974     | 3 stycznia 1975     |                      | 24                                                                                       |                                                                                         |
| 14    | Dale Bumpers         |                 | 3 stycznia 1975     | 3 stycznia 1999     | Partia Demokratyczna | 25                                                                                       | Wybrany w 1974                                                                          |
| 14    | Dale Bumpers         | 26              | 3 stycznia 1975     | 3 stycznia 1999     | Partia Demokratyczna | Reelekcja w 1980                                                                         |                                                                                         |
| 14    | Dale Bumpers         | 27              | 3 stycznia 1975     | 3 stycznia 1999     | Partia Demokratyczna | Reelekcja w 1986                                                                         |                                                                                         |
| 14    | Dale Bumpers         | 28              | 3 stycznia 1975     | 3 stycznia 1999     | Partia Demokratyczna | Reelekcja w 1992 Nie starał się o reelekcję w 1998                                       |                                                                                         |
| 15    | Blanche Lincoln      |                 | 3 stycznia 1999     | 3 stycznia 2011     | Partia Demokratyczna | 29                                                                                       | Wybrana w 1998                                                                          |
| 15    | Blanche Lincoln      | 30              | 3 stycznia 1999     | 3 stycznia 2011     | Partia Demokratyczna | Reelekcja w 2004 Przegrała wybory w 2010                                                 |                                                                                         |
| 16    | John Boozman         |                 | 3 stycznia 2011     | nadal               | Partia Republikańska | 31                                                                                       | Wybrany w 2010                                                                          |
| 16    | John Boozman         | 32              | 3 stycznia 2011     | nadal               | Partia Republikańska | Reelekcja w 2016                                                                         |                                                                                         |
| 16    | John Boozman         | 33              | 3 stycznia 2011     | nadal               | Partia Republikańska | Reelekcja w 2022                                                                         |                                                                                         |